# Liste des présidents de l'Uruguay
Pour un article plus général, voir Président de la république orientale de l'Uruguay.
Cet article dresse la liste des présidents de la république orientale de l'Uruguay depuis sa création en 1830.

## Liste
| Nom                              | Début du mandat    | Fin du mandat      | Notes |
| -------------------------------- | ------------------ | ------------------ | --- |
| Fructuoso Rivera                 | 6 novembre 1830    | 24 octobre 1834    | 1er président constitutionnellement élu |
| Carlos Anaya                     | 24 octobre 1834    | 1er mars 1835      | Président du Sénat, en exercice du pouvoir exécutif |
| Manuel Oribe                     | 1er mars 1835      | 24 octobre 1838    | 2e président constitutionnellement élu |
| Gabriel Antonio Pereira          | 24 octobre 1838    | 11 novembre 1838   | Président du Sénat, en exercice du pouvoir exécutif |
| Fructuoso Rivera                 | 11 novembre 1838   | 1er mars 1839      | Gouvernement provisoire |
| Fructuoso Rivera                 | 1er mars 1839      | 1er mars 1843      | 3e président constitutionnellement élu ; 2e mandat |
| Joaquín Suárez                   | 1er mars 1843      | 15 février 1852    | Gouvernement de la Défense (durant la Grande Guerre). |
| Manuel Oribe                     | 16 février 1843    | 8 octobre 1851     | Gouvernement du Cerrito (durant la Grande Guerre). |
| Bernardo Prudencio Berro         | 15 février 1852    | 1er mars 1852      | Président du Sénat, en exercice du pouvoir exécutif |
| Juan Francisco Giró              | 1er mars 1852      | 25 septembre 1853  | 4e président constitutionnellement élu |
| Venancio Flores                  | 25 septembre 1853  | 12 mars 1854       | Triumvirat |
| Juan Antonio Lavalleja           | 25 septembre 1853  | 22 octobre 1853    | Triumvirat |
| Fructuoso Rivera                 | 25 septembre 1853  | 13 janvier 1854    | Triumvirat |
| Venancio Flores                  | 12 mars 1854       | 10 septembre 1855  | 5e président constitutionnellement élu |
| Luis Lamas                       | 29 août 1855       | 10 septembre 1855  | « Rébellion des Conservateurs » (uniquement pour Montevideo) |
| Manuel Basilio Bustamante        | 10 septembre 1855  | 15 février 1856    | Gouvernement provisoire |
| José María Plá                   | 15 février 1856    | 1er mars 1856      | Président du Sénat, en exercice du pouvoir exécutif |
| Gabriel Antonio Pereira          | 1er mars 1856      | 1er mars 1860      | 6e président constitutionnellement élu |
| Bernardo Prudencio Berro         | 1er mars 1860      | 1er mars 1864      | 7e président constitutionnellement élu |
| Atanasio Cruz Aguirre            | 1er mars 1864      | 15 février 1865    | Président du Sénat, en exercice du pouvoir exécutif |
| Tomás Villalba                   | 15 février 1865    | 20 février 1865    | Président du Sénat, en exercice du pouvoir exécutif |
| Venancio Flores                  | 20 février 1865    | 15 février 1868    | Gouvernement provisoire |
| Pedro Varela                     | 15 février 1868    | 1er mars 1868      | Président du Sénat, en exercice du pouvoir exécutif |
| Lorenzo Batlle                   | 1er mars 1868      | 1er mars 1872      | 8e président constitutionnellement élu |
| Tomás Gomensoro                  | 1er mars 1872      | 1er mars 1873      | Président du Sénat, en exercice du pouvoir exécutif |
| José Eugenio Ellauri             | 1er mars 1873      | 22 janvier 1875    | 9e président constitutionnellement élu |
| Pedro Varela                     | 22 janvier 1875    | 10 mars 1876       | 10e président constitutionnellement élu |
| Lorenzo Latorre                  | 10 mars 1876       | 1er mars 1879      | Gouvernement provisoire |
| Lorenzo Latorre                  | 1er mars 1879      | 15 mars 1880       | 11e président constitutionnellement élu |
| Francisco Antonino Vidal         | 15 mars 1880       | 1er mars 1882      | 12e président constitutionnellement élu |
| Máximo Santos                    | 1er mars 1882      | 1er mars 1886      | 13e président constitutionnellement élu |
| Francisco Antonino Vidal         | 1er mars 1886      | 24 mai 1886        | 14e président constitutionnellement élu |
| Máximo Santos                    | 24 mai 1886        | 18 novembre 1886   | Président du Sénat, en exercice du pouvoir exécutif |
| Máximo Tajes                     | 18 novembre 1886   | 1er mars 1890      | 15e président constitutionnellement élu |
| Julio Herrera y Obes             | 1er mars 1890      | 1er mars 1894      | 16e président constitutionnellement élu |
| Duncan Stewart                   | 1er mars 1894      | 21 mars 1894       | Président du Sénat, en exercice du pouvoir exécutif |
| Juan Idiarte Borda               | 21 mars 1894       | 25 août 1897       | 17e président constitutionnellement élu |
| Juan Lindolfo Cuestas            | 25 août 1897       | 10 février 1898    | Président du Sénat, en exercice du pouvoir exécutif |
| Juan Lindolfo Cuestas            | 10 février 1898    | 15 février 1899    | Gouvernement provisoire |
| José Batlle y Ordóñez            | 15 février 1899    | 1er mars 1899      | Président du Sénat, en exercice du pouvoir exécutif |
| Juan Lindolfo Cuestas            | 1er mars 1899      | 1er mars 1903      | 18e président constitutionnellement élu |
| José Batlle y Ordóñez            | 1er mars 1903      | 1er mars 1907      | 19e président constitutionnellement élu |
| Claudio Williman                 | 1er mars 1907      | 1er mars 1911      | 20e président constitutionnellement élu |
| José Batlle y Ordóñez            | 1er mars 1911      | 1er mars 1915      | 21e président constitutionnellement élu ; 2e mandat |
| Feliciano Viera                  | 1er mars 1915      | 1er mars 1919      | 22e président constitutionnellement élu |
| Baltasar Brum                    | 1er mars 1919      | 1er mars 1923      | 23e président constitutionnellement élu |
| José Serrato                     | 1er mars 1923      | 1er mars 1927      | 24e président constitutionnellement élu |
| Juan Campisteguy                 | 1er mars 1927      | 1er mars 1931      | 25e président constitutionnellement élu |
| Gabriel Terra                    | 1er mars 1931      | 31 mars 1933       | 26e président constitutionnellement élu |
| Gabriel Terra                    | 31 mars 1933       | 19 juin 1938       | Dictateur de 1933 à 1938 |
| Alfredo Baldomir                 | 19 juin 1938       | 1er mars 1943      | 27e président constitutionnellement élu |
| Juan José de Amézaga             | 1er mars 1943      | 1er mars 1947      | 28e président constitutionnellement élu |
| Tomás Berreta                    | 1er mars 1947      | 2 août 1947        | 29e président constitutionnellement élu |
| Luis Batlle Berres               | 2 août 1947        | 1er mars 1951      | 30e président constitutionnellement élu. Vice-président élu avec le président Tomás Berreta. À la mort de ce dernier, il devient président de la République comme le prévoit la Constitution.                                                    |
| Andrés Martínez Trueba           | 1er mars 1951      | 1er mars 1952      | 31e président constitutionnellement élu. Après avoir eu la majorité pour un plébiscite, il réforme la Constitution en 1952 pour instaurer un pouvoir exécutif collégial. Il termine son mandat en 1955 avec le Conseil national du gouvernement. |
| Conseil national du gouvernement | 1er mars 1952      | 1er mars 1955      | Pouvoir exécutif dirigé par un collège de neuf personnes. |
| Conseil national du gouvernement | 1er mars 1955      | 1er mars 1959      | Pouvoir exécutif dirigé par un collège de neuf personnes. |
| Conseil national du gouvernement | 1er mars 1959      | 1er mars 1963      | Pouvoir exécutif dirigé par un collège de neuf personnes. |
| Conseil national du gouvernement | 1er mars 1963      | 1er mars 1967      | Pouvoir exécutif dirigé par un collège de neuf personnes. |
| Óscar Diego Gestido              | 1er mars 1967      | 6 décembre 1967    | 32e président constitutionnellement élu |
| Jorge Pacheco Areco              | 6 décembre 1967    | 1er mars 1972      | 33e président constitutionnellement élu. Vice-président élu avec le président Óscar Gestido. À la mort de ce dernier, il devient président de la République comme le prévoit la Constitution.                                                    |
| Juan María Bordaberry            | 1er mars 1972      | 27 juin 1973       | 34e président constitutionnellement élu |
| Juan María Bordaberry            | 27 juin 1973       | 12 juin 1976       | Nommé par les forces armées. Dictateur de 1973 à 1976. |
| Alberto Demicheli                | 12 juin 1976       | 1er septembre 1976 | Nommés par les forces armées. |
| Aparicio Méndez                  | 1er septembre 1976 | 12 octobre 1981    | Nommés par les forces armées. |
| Gregorio Álvarez                 | 12 octobre 1981    | 12 février 1985    | Nommés par les forces armées. |
| Rafael Addiego Bruno             | 12 février 1985    | 1er mars 1985      | Président de la Cour suprême de Justice, il assume à titre provisoire les fonctions de président de la République après un accord entre le parti Colorado et les forces armées pour rétablir la démocratie.                                      |
| Julio María Sanguinetti          | 1er mars 1985      | 1er mars 1990      | 35e président constitutionnellement élu |
| Luis Alberto Lacalle Herrera     | 1er mars 1990      | 1er mars 1995      | 36e président constitutionnellement élu |
| Julio María Sanguinetti          | 1er mars 1995      | 1er mars 2000      | 37e président constitutionnellement élu ; 2e mandat |
| Jorge Batlle                     | 1er mars 2000      | 1er mars 2005      | 38e président constitutionnellement élu |
| Tabaré Vázquez                   | 1er mars 2005      | 1er mars 2010      | 39e président constitutionnellement élu |
| José Mujica                      | 1er mars 2010      | 1er mars 2015      | 40e président constitutionnellement élu |
| Tabaré Vázquez                   | 1er mars 2015      | 1er mars 2020      | 41e président constitutionnellement élu ; 2e mandat |
| Luis Lacalle Pou                 | 1er mars 2020      | 1er mars 2025      | 42e président constitutionnellement élu |
| Yamandú Orsi                     | 1er mars 2025      | en cours           | 43e président constitutionnellement élu |